# Salksdorf (Geisenhausen)
Salksdorf ist ein Gemeindeteil des Marktes Geisenhausen im niederbayerischen Landkreis Landshut. Bis 1978 bildete es eine selbstständige Gemeinde.

## Lage
Das Dorf Salksdorf liegt etwa zwei Kilometer nördlich von Geisenhausen an der Staatsstraße 2054.

## Geschichte
Der Ort fand seine erste urkundliche Erwähnung im Jahr 819. 1811 wurde der Steuerdistrikt Salksdorf im Rentamt Teisbach des Landgerichtes Vilsbiburg gebildet, die die Orte Salksdorf, Albanstetten, Armannsberg, Asbach, Bach, Birken, Feichten, Fimbach, Hagenau, Haunersdorf, Hörlkam, Klause, Kuglberg, Maulberg, Rampoldsdorf, Ringstetten, Stützenbruck, Vils und Vogelsang umfasste. Aus diesem ging 1818/1821 unverändert die landgerichtische Gemeinde Salksdorf hervor. Sie gehörte ab 1862 zum Bezirksamt Vilsbiburg und ab 1939 zum Landkreis Vilsbiburg. Am 1. Mai 1978 wurde die Gemeinde Salksdorf im Zuge der Gebietsreform in Bayern in den Markt Geisenhausen eingemeindet.

## Baudenkmäler
- Katholische Kirche St. Michael: Saalkirche, an der Südseite Turm mit dreigeschossigem Unterbau, achtseitigem Aufsatz und Kuppelhaube, mit Lisenen- und Putzgliederung, barocke Anlage von 1707; mit Ausstattung; Orgel: sechs Register auf einem Manual, erbaut 1820 von Joseph Schweinacher (Landshut) für die Kirche Mariä Himmelfahrt (Geisenhausen-Feldkirchen), seit 1890 in Salksdorf.
- Bauernhaus: Mitterstallbau, zweigeschossiger Satteldachbau, teilweise in offenem Blockbau, Anfang 19. Jahrhundert.